# ناتالیا ویارئال
ناتالیا ویارئال (انگلیسی: Natalia Villarreal؛ زادهٔ ۱۹ مارس ۱۹۹۸) بازیکن فوتبال اهل مکزیک است.
وی همچنین در تیم‌های ملی فوتبال Mexico women's national under-17 football team و Mexico women's national under-20 football team بازی کرده‌است.